# Saint-Andeux
Saint-Andeux település Franciaországban, Côte-d’Or megyében. Lakosainak száma 118 fő (2022. január 1.). Saint-Andeux Rouvray, Saint-Germain-de-Modéon, Bussières és Saint-Léger-Vauban községekkel határos.

## Népesség
A település népessége az elmúlt években az alábbi módon változott:
| Lakosok száma | 136  | 92   | 93   | 124  | 133  | 137  | 131  | 118  | 117  | 118  |
|               | 1968 | 1982 | 1990 | 2006 | 2013 | 2015 | 2017 | 2019 | 2020 | 2022 |